# Trhová Kamenice
Trhová Kamenice är en köping i Tjeckien.   Den ligger i regionen Pardubice, i den centrala delen av landet, 110 km öster om huvudstaden Prag. Trhová Kamenice ligger 531 meter över havet och antalet invånare är 865.
Terrängen runt Trhová Kamenice är kuperad åt nordväst, men åt sydost är den platt. Terrängen runt Trhová Kamenice sluttar norrut. Runt Trhová Kamenice är det ganska tätbefolkat, med 172 invånare per kvadratkilometer. Närmaste större samhälle är Hlinsko, 7,1 km öster om Trhová Kamenice. I omgivningarna runt Trhová Kamenice växer i huvudsak blandskog.